# 库尔热奈
库尔热奈（法語：Courgenay，法語發音：[kuʁʒənɛ]）是瑞士汝拉州的一个市镇，位於該國西北部，面積18.43平方公里，海拔高度488米，2011年人口2,179，七成人口信奉羅馬天主教，人口密度每平方公里118人。